# Europa Universalis III
Europa Universalis III (EUIII) es un videojuego de estrategia desarrollado por Paradox Development Studio y distribuido por Paradox Interactive.
El juego comienza en 1453 justo después de la Caída de Constantinopla y continúa hasta 1793, pasado el inicio de la Revolución francesa. El jugador controla una nación y maneja los aspectos relacionados con la guerra, la diplomacia, comercio y la economía.
EUIII tiene un motor gráfico 3D que requiere que el sistema cumpla con la especificación Pixel Shader 2.0. El mapa tiene 1.700 territorios terrestres y marinos que engloban el mundo entero, con un total de 250 naciones históricas con las que se puede jugar. Este juego también usa elementos de otros juegos de Paradox, como Crusader Kings, Victoria y Hearts of Iron.

## Principales características
- El juego se extiende a lo largo de más de 300 años, y permite que el jugador empiece en cualquier momento entre el 30 de mayo de 1453 (Caída de Constantinopla) y enero de 1793.
- Los jugadores pueden elegir su forma de gobierno, la estructura de su sociedad, las políticas comerciales, etc.
- Los jugadores pueden realizar 'ideas nacionales' para dirigir el rumbo de su nación en direcciones diferentes.
- Se puede contar con grandes personajes como Sir Isaac Newton, Wolfgang Amadeus Mozart o René Descartes como consejeros para gobernar.
- Un mapa topográfico en tres dimensiones permite visualizar la totalidad de los territorios del planeta, y contiene más de 1700 provincias terrestres y zonas marinas.
- Los jugadores pueden elegir entre cualquiera de las 250 naciones que existieron durante ese periodo, incluyendo Escocia, Kazán, Bohemia o Bali.
- Aparecen 4000 monarcas diferentes, así como unos 1000 personajes más.
- Hay disponibles más de 100 unidades militares.
- En el modo multijugador cooperativo varios jugadores trabajan conjuntamente para controlar una única nación.

### Religión
En el EU3, hay diversas religiones. Cada provincia tiene una religión y cada país tiene una religión oficial y puede tolerar otras religiones más o menos. Si toleras poco una religión, posiblemente se rebelan. Algunas religiones se pueden cambiar a otra, pero solo del mismo grupo.
Cristianismo:
Católico:
Que se puede transformar en :
Protestante.
Reformado.
 Ortodoxo.
Protestante:
Que se puede transformar en :
Católico.
Reformado.
 Reformado:
Que se puede transformar en:
Católico.
Protestante.
Islam:
Sunita.
Chiita.
Orientales:
Budista.
Hinduista.
Confucio.
Sintoísta.
Paganos:
Animista
Chamánico

## Expansiones

### La ambición de Napoleón
El 3 de mayo de 2007, Paradox anunció una expansión para el juego llamada La Ambición de Napoleón. Expande el juego con una interfaz mejorada, un sistema comercial mejor, más opciones y mayor contenido a lo largo de todo el período del juego.
La expansión que comprende las Guerras Napoleónicas, permite jugar hasta el año 1820. Friendware distribuyó el juego completo (original y expansión) en formato físico en España a finales de 2007 o principios de 2008.

### In Nomine
El 28 de mayo de 2008, salió a la venta la segunda expansión para el juego, llamada "In Nomine", que atrasa la fecha de inicio del juego a octubre de 1399. También añade nuevas características que mejoran el entretenimiento. Las más destacadas son:
- Introducción de tipos de rebeldes: Ahora las revueltas serán distintas según su causa (religiosa, nacionalista, campesina, etc).
- Convocar cruzadas.
- Aprobar decretos.
- Elecciones en las repúblicas

En la primera semana de diciembre del año 2008, salió a la venta el Europa Universalis III complete, que comprende el juego con las dos expansiones.

### Heir to the Throne
Aunque la desarrolladora aseguró tras las salida de Europa Universalis III Complete que ya no habría más expansiones para este título, las peticiones de los usuarios para que se profundizase en el juego, conllevó a la salida en diciembre de 2009 de la tercera expansión.
Dicha expansión introduce varios y profundos cambios en el sistema de juego. Los más destacados:
- Destaca el nuevo sistema de Casus Belli, donde las guerras tienen objetivos específicos de principio a fin.
- Monarcas ahora pertenecen a dinastías y es posible heredar tronos de países de la misma dinastía.
- El Sacro Imperio Romano está más implicado y es más poderoso, además incluye más opciones de Papado.
- Opciones diplomáticas especiales para República.
- Introducción de Foco Nacional, que se podrá asignar a una provincia para realzar el crecimiento y reforzar su asentamiento en la región.
- Tierra Incógnita permanente eliminada y sustituida por regiones infranqueables.
- Añade la Tradición Cultural que permite mejores consejeros de la misma manera que la Tradición Militar permite mejores generales.
- Monarcas tienen que mantener su legitimidad en los ojos de sus súdbitos
- Potenciación de las Républicas mercantiles, con la introducción de Ligas Mercantiles y exclusividades de bienes para comercio.

### Divine Wind
Cuarta expansión de la conocida saga Europa Universalis III, salió a la venta el 14 de diciembre de 2010, enfocándose en el lejano Oriente, trasladando cada aspecto del juego original, para crear una experiencia aún más profunda y enriquecedora, con las siguientes características :
- Nuevo estilo gráfico, con un detallado mapa que incluye nuevas y numerosas provincias
- Juegue como cualquier de los cuatro principales daimyo en Japón y compita por la influencia sobre el Emperador y sobre el Shogunato.
- Realce de la Diplomacia, con más opciones para alianzas y negociaciones de paz.
- Docenas de nuevos tipos de edificios, con los que tener mayor control en el desarrollo de las provincias.
- Mejora y mayor realismo del comercio, con control de recursos estratégicos que generan sobresueldos.
- Manejo de la facciones internas en China para tener el Mandato del Cielo.
- Y más de 50 logros para jugadores en línea.